# Noureddine Bounâas
Noureddine Bounâas, né le 18 octobre 1965 à Constantine, est un ancien footballeur international algérien.

## Biographie

### En clubs
À l'âge de 20 ans l'arrière gauche constantinois Noureddine Bounâas commence sa carrière avec le CRE Constantine. Deux ans après il rejoint le MO Constantine, avec lequel il remporte le titre du champion d'Algérie en 1991. 
Bounâas termine sa carrière après avoir obtenu son deuxième titre de champion d'Algérie sous les couleurs du CS Constantine.

### En sélection
Il compte neuf sélections en équipe d'Algérie entre 1989 et 1991. Il joue son premier match en équipe nationale le 31 décembre 1989, face au Sénégal. Il marque son seul et unique but avec l'Algérie le 5 mars 1991, contre la Tunisie (victoire 2-1). Il joue son dernier match le 16 décembre 1991, à nouveau face au Sénégal.

## Carrière

### Joueur
- 1985-1987 :  CRE Constantine
- 1987-1993 :  MO Constantine
- 1993-1997 :  CS Constantine

### Entraîneur
- 2010-2014 :  CS Constantine (Entraîneur adjoint).
- 2017-2018 :  A Bou Saâda
- 2018-2019 :  CR Village Moussa

## Palmarès
MO Constantine
- Championnat d'Algérie (1) :
  - Champion en 1991[3]

 CS Constantine
- Championnat d'Algérie (1) : 
  - Champion en 1997[4].